# Escândalo do bacará real

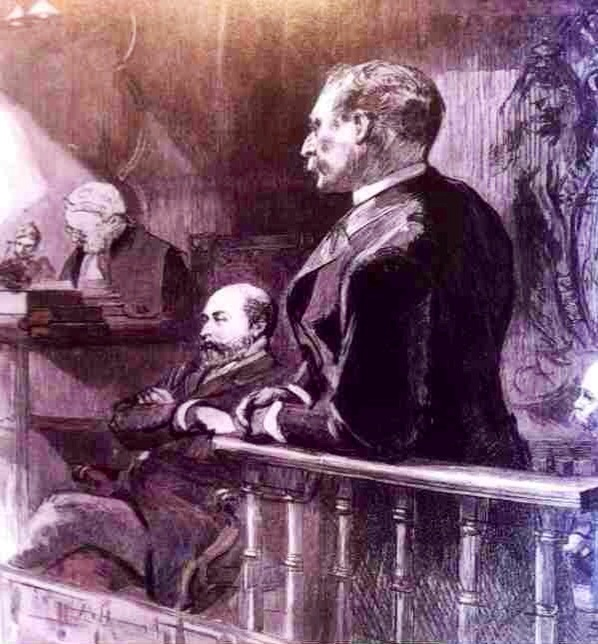
Sir William Gordon-Cumming na cabine de testemunhas, na presença de Eduardo, Príncipe de Gales e outros

O escândalo do bacará real, também conhecido como o caso Tranby Croft, foi um escândalo de jogos de azar britânico do final do século XIX envolvendo o Príncipe de Gales – o futuro rei Eduardo VII. O escândalo teve início durante uma festa, em setembro de 1890, quando Sir William Gordon‑Cumming, tenente‑coronel na Guarda Escocesa, foi acusado de trapacear no bacará.
Eduardo havia sido convidado para se hospedar no Tranby Croft no leste de Yorkshire, residência de Arthur Wilson e sua família. Entre os convidados do príncipe estavam seus assessores, Lord Coventry e o tenente‑general Owen Williams; Gordon‑Cumming, amigo do príncipe, também foi convidado. Na primeira noite os convidados jogaram bacará, e Stanley Wilson achou ter visto Gordon‑Cumming adicionar ilegalmente fichas à sua aposta. Stanley informou outros membros da família Wilson, e todos concordaram em observá‑lo na noite seguinte. Novamente, Gordon‑Cumming foi visto agindo de maneira suspeita. Os familiares consultaram os cortesãos reais, que, com o consentimento do príncipe, confrontaram Gordon‑Cumming e o pressionaram a assinar um documento no qual declarava que jamais jogaria cartas novamente, em troca do silêncio dos convidados.
O segredo não durou muito, e Gordon‑Cumming exigiu uma retratação da família Wilson, que ele considerava culpada por ter divulgado a notícia. Eles recusaram e ele ingressou com um writ por difamação em fevereiro de 1891. Apesar dos esforços dos cortesãos do príncipe para que a questão fosse resolvida por um tribunal militar, o caso foi julgado em junho de 1891. A atmosfera do julgamento chegou a ser descrita como se fosse um teatro, e Eduardo foi convocado como testemunha – a primeira vez desde 1411 que um herdeiro do trono foi compelido a comparecer em tribunal. O advogado principal de Gordon‑Cumming, o Procurador‑Geral Sir Edward Clarke, não convenceu nenhum dos réus a alterar seus depoimentos, mas destacou diversas imprecisões e discrepâncias graves em suas testemunhas. Apesar de um forte e eloqüente discurso de encerramento de Clarke em defesa de Gordon‑Cumming, o resumo do juiz foi considerado, por alguns, como tendencioso, e o júri decidiu contra o tenente‑coronel.
Gordon‑Cumming foi dispensado do Exército Britânico no dia seguinte e passou o resto da vida ostracizado da sociedade. Um editor do The Times afirmou que
"Ele cometeu uma ofensa mortal. A sociedade não pode mais conhecê‑lo."
A opinião pública ficou ao seu lado, e o príncipe atingiu seu ponto mais impopular por vários anos. O caso passou a interessar escritores posteriormente; dois livros examinaram o assunto e houve duas versões ficcionalizadas dos acontecimentos.

## Contexto

### Sir William Gordon‑Cumming

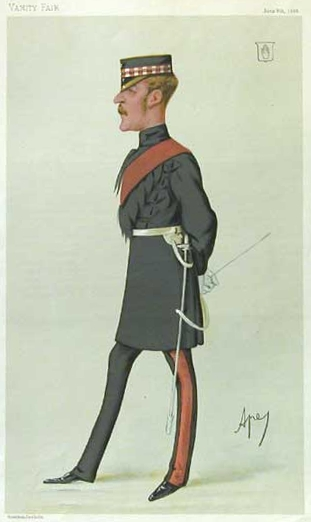
Gordon‑Cumming conforme retratado por "Ape" na Vanity Fair, 1880

À época dos acontecimentos na casa de campo Tranby Croft,, em Yorkshire, Sir William Gordon‑Cumming tinha 42 anos e era tenente‑coronel na Guarda Escocesa, tendo servido na África do Sul (1879), na conquista do Egito (1882) e na Sudão (1884–85). O biógrafo de Gordon‑Cumming, Jason Tomes, considerava que seu sujeito possuía "audácia e sagacidade [e] orgulhava‑se do apelido de o homem mais arrogante de Londres", enquanto a Sporting Life o descrevia como "possivelmente o homem mais bonito de Londres, e certamente o mais grosseiro". Além de extensos domínios na Escócia, Gordon‑Cumming possuía uma casa em Belgravia, em Londres; era amigo de Eduardo, Príncipe de Gales e a emprestava ao príncipe para encontros com amantes reais. Conhecido por sua vida de excessos, afirmava ter como objetivo "perfurar" membros do sexo (uma alusão aos seus numerosos casos amorosos, que incluíam Lillie Langtry, Sarah Bernhardt e Lady Randolph Churchill). Na época dos acontecimentos e do subsequente processo, ele era solteiro.

### Eduardo, Príncipe de Gales; o círculo de Marlborough House
Eduardo, Príncipe de Gales, tinha 49 anos, era casado e pai de cinco filhos na época em que visitou Tranby Croft, e possuía um histórico de escândalos. Em 1866, ele incorrera na censura de sua mãe, Rainha Vitória, quando se envolveu com "o grupo das corridas rápidas", e suas apostas "prejudicaram sua reputação e contribuíram para a impopularidade generalizada da monarquia nesse período", segundo seu biógrafo, Sidney Lee.
Em abril de 1869, Sir Charles Mordaunt (1836–1897) descobriu que sua esposa Harriet havia mantido três casos amorosos distintos, e que entre seus amantes estava o herdeiro do trono. Embora Mordaunt não tenha posto em prática sua ameaça de citar o príncipe como co‑requerido no subsequente processo de divórcio, Eduardo foi subpoena a comparecer em tribunal como testemunha. Ainda que não desejasse comparecer – e apesar de a rainha ter escrito ao Lord Chanceler para tentar evitar o comparecimento – a lei permitia obrigá‑lo a fazê‑lo se necessário. Ele apareceu voluntariamente e permaneceu na cabine de testemunhas por sete minutos, durante os quais negou ter tido relacionamento sexual com a esposa de Mordaunt; não foi interrogada. O biógrafo de Eduardo, Colin Matthew, escreveu que "a audiência coincidiu com a crítica geral dos comportamentos tão distintos da rainha e do príncipe. Este último foi vaiado diversas vezes em público". Apesar do "tabu à crítica aberta" sobre as ações de Eduardo, existia, de forma subjacente, uma insatisfação com ele e seus comportamentos. Para o príncipe, embora tais casos pudessem ser discutidos entre amigos, escândalos deveriam ser evitados sempre que possível.
Em 1890, Eduardo abandonou a dança, dizendo a seu filho George que "estou ficando velho e gordo demais para esses passatempos"; passou a frequentar a ópera e a jogar bacará. Tão apaixonado pelo bacará que, ao viajar, levava consigo um conjunto de fichas de couro – de valor, de um lado, entre cinco shillings e £10 – e no outro gravadas com as penas do Príncipe de Gales; as fichas eram presente de seu amigo Reuben Sassoon, membro de uma conhecida família bancária.
Ao redor de Eduardo, formava‑se um grupo de moda, conhecido como o "círculo de Marlborough House", batizado em referência à residência do príncipe, com vista para The Mall, em Londres. Esse círculo era composto tanto por antigas famílias tituladas quanto por famílias plutocráticas e emergentes, com fortunas oriundas das novas indústrias, e o príncipe adotou uma política ativa de expandir o círculo social da família real para incluir novos industrialistas, como o magnata do transporte marítimo Arthur Wilson.

### Arthur Wilson e família

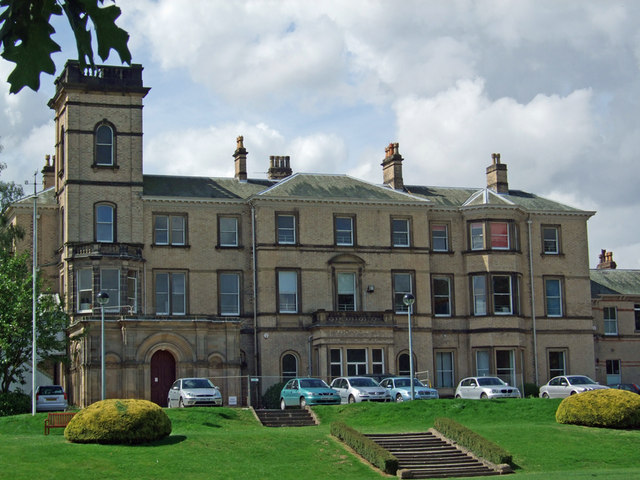
Tranby Croft, Yorkshire

Arthur Wilson era um empresário de 52 anos, radicado em Hull, proprietário de um negócio de transporte marítimo. Ele construiu sua residência em Tranby Croft, no East Riding of Yorkshire, como uma casa de campo vitoriana, e sua família passou a morar lá no verão de 1876. Além de sua esposa, Mary, tinha também um filho – (Arthur) Stanley Wilson – e uma filha, Ethel; o marido de Ethel, Edward Lycett Green, era filho de um fabricante local e deputado, Sir Edward Green. Tomes relata que Gordon‑Cumming pode ter, anteriormente, feito uma proposta a Ethel Lycett Green.

### Jogos de azar e bacará em 1890
O bacará é um jogo para até vinte jogadores, juntamente com um banqueiro e um croupier; utiliza‑se vários baralhos, dependendo do número de jogadores. O valor das cartas de ás a nove corresponde ao número de pips (contagem) (pips), enquanto os dez e as cartas de figura contam como zero. A um jogador são distribuídas duas cartas, e ele soma os pips das cartas, desconsiderando os dez e as figuras, utilizando apenas o dígito único para a pontuação – por exemplo, um rei e um seis totalizam seis; dois oitos somam dezesseis, mas seu valor efetivo é seis. Duas cartas de figura contam como zero (bacará). O objetivo do jogo é chegar a nove pontos. O jogador pode pedir uma carta extra para incrementar sua mão. As apostas são realizadas entre o jogador e o banco, sendo que aquele cuja mão se aproximar mais de nove leva a aposta.
Em 1886, o High Court of Justice em Londres decidiu, no caso Parks – Jenks v. Turpin – que o bacará era um jogo de sorte, e não de habilidade, e, portanto, ilegal quando envolvesse apostas. Ao reportar o caso, The Times descreveu o bacará como "um novo jogo, parcialmente de sorte, no qual £1.000 podem ser perdidos em 20 minutos". Após um advogado ter questionado o Secretário de Estado do Interior (Henry Matthews) para esclarecer a situação do bacará em clubes sociais e residências particulares, o funcionário do Ministério do Interior Godfrey Lushington afirmou que não havia nada no julgamento que tornasse o bacará ilegal se não fosse jogado por dinheiro.
O ex‑Secretário de Estado do Interior (oposição) e historiador Roy Hattersley comentou que, embora o bacará fosse ilegal, "o pior de tudo, aos olhos de muitos ingleses, era que se pensava ser popular na França".

## Visita a Tranby Croft

### Eventos preliminares
Nos anos que antecederam 1890, o Príncipe de Gales costumava visitar o Hipódromo de Doncaster para a Copa de Doncaster. Em anos anteriores, ele tinha se hospedado em Brantingham Thorpe com seu amigo Sir Christopher Sykes, deputado conservador por Beverley. Como Sykes enfrentou dificuldades financeiras e não pôde arcar com os custos para receber Eduardo, Tranby Croft – residência de Arthur Wilson e família – tornou‑se o local escolhido. Após consultar o príncipe, os Wilson também convidaram alguns membros do círculo íntimo de Eduardo, entre eles Sykes, Gordon‑Cumming e os cortesãos do príncipe: o equerry Tyrwhitt Wilson, Lord Coventry, Lord Edward Somerset, o Capitão Arthur Somerset (seu primo) e o tenente‑general Owen Williams, juntamente com suas esposas. Também acompanhava o grupo o tenente Berkeley Levett, irmão de oficial de Gordon‑Cumming na Guarda Escocesa e amigo da família Wilson.
Entre os inicialmente convidados estavam Lord Brooke e sua esposa Daisy; o padrasto dela faleceu dois dias antes de o grupo deixar Londres, e ela e seu marido retiraram‑se da viagem. Daisy, que na época era amante do príncipe, ficou conhecida entre alguns jornalistas como "babbling Brooke" por sua propensão a fofocar. Em 6 de setembro, Eduardo retornou precocemente de uma viagem pela Europa; ao visitar a Harriet Street, encontrou Daisy Brooke "nos braços de Gordon‑Cumming", o que azedou a relação entre os dois homens.

### Eventos de 8 a 11 de setembro
Após o jantar de 8 de setembro, os convidados de Tranby Croft ouviram a música de Ethel Lycett Green até cerca das 23h, quando o príncipe sugeriu jogar bacará. Embora os Wilson não dispunham de uma mesa adequada, Stanley Wilson improvisou, colocando duas mesas de cartas ao lado da mesa da sala de fumantes – todas de tamanhos diferentes – e as cobriu com um tecido de tapeçaria. Entre os jogadores daquela noite estavam o príncipe, que atuava como distribuidor; Sassoon, que desempenhava o papel de banqueiro; e Gordon‑Cumming. Sentado ao lado deste último estava Stanley Wilson, à esquerda de Levett.
Quando o jogo começou, Gordon‑Cumming comentou sobre a tapeçaria com Wilson, afirmando que as diferentes cores do tecido dificultavam a visualização das fichas; por isso, colocou um pedaço de papel branco à sua frente para depositar sua aposta, que agora estava altamente visível. Embora muitos dos convidados inexperientes apostassem valores pequenos, Gordon‑Cumming apostava entre £5 e £25 por "coup"; utilizava o sistema de apostas coup de trois, no qual, se ganhasse uma mão com uma aposta de £5, somaria seus ganhos à aposta, acrescido de mais £5, para a próxima rodada. Logo após o início do jogo, Stanley Wilson achou ter visto Gordon‑Cumming adicionar duas fichas vermelhas de £5 à sua aposta, depois que a mão terminou, mas antes de o pagamento ser efetuado – um método de trapaça conhecido em cassinos como la poussette; após acreditar que isso ocorrera novamente, Wilson virou‑se para Levett e, conforme transcrições judiciais posteriores, sussurrou: "Meu Deus, Berkeley, isto está ficando demais!", explicando que "o homem ao meu lado está trapaceando!" Levett, depois de observar por alguns minutos, concordou, dizendo a Wilson: "isto está demais". Após meia‑hora, o jogo foi encerrado e o príncipe parabenizou Gordon‑Cumming por sua jogada; o futuro rei também pediu à Sra. Wilson que providenciasse uma mesa mais adequada para o dia seguinte. Wilson instruiu o mordomo a trazer uma mesa maior, de três pés de largura, e cobri‑la com baize verde. Em seguida, Stanley Wilson discutiu a suposta trapaça com Levett. Os dois ficaram incertos quanto às medidas a adotar e concordaram que Stanley consultaria seu cunhado, Lycett Green, para obter um conselho. Embora Lycett Green achasse impossível que Gordon‑Cumming tivesse trapaceado, Stanley estava convicto – assim como Levett.
No dia seguinte, 9 de setembro, o grupo assistiu às corridas, onde o cavalo do príncipe venceu o Clumber Stakes. Após o jantar, o príncipe insistiu em jogar bacará novamente e solicitou que uma linha de giz fosse traçada no baize, a seis polegadas da borda, atrás da qual os jogadores mantinham suas fichas quando não faziam apostas. Eduardo atuou como banqueiro e Williams como croupier. Quando Gordon‑Cumming chegou à mesa, restavam apenas dois assentos vagos. Em qualquer um deles, ele estaria cercado por membros da família Wilson, os quais já tinham sido informados das suspeitas de Stanley e Levett.
Após meia‑hora de jogo, Lycett Green voltou a ter convicção de que Gordon‑Cumming estava trapaceando. Ele deixou a mesa e enviou uma nota para sua sogra – que permanecia na mesa – relatando suas suspeitas; esta não tomou nenhuma providência. Quando o jogo terminou, Mary Wilson, os dois Lycett Green e Stanley Wilson – todos que haviam observado atentamente Gordon‑Cumming – estavam convictos de que ele havia trapaceado, embora divergissem em detalhes do que viram. Outros, inclusive pessoas mais próximas a ele, como o príncipe, Lady Coventry (sentada ao lado de Gordon‑Cumming) e Levett (sentado em frente a ele), não notaram nada suspeito. Durante as duas noites de jogo, Gordon‑Cumming arrecadou um total de £225.
Naquela noite, o irmão de Mary Wilson faleceu inesperadamente em Hull; embora ela e seu marido não tenham comparecido às corridas do dia seguinte, solicitaram aos demais convidados que não alterassem os planos, e o restante do grupo assistiu à corrida do St Leger Stakes. Durante o trajeto até o hipódromo, Lycett Green pediu conselho a Edward Somerset, afirmando que vários membros do grupo estavam convictos da culpa de Gordon‑Cumming. Edward Somerset decidiu consultar seu primo, Arthur Somerset, e os dois sugeriram que Lycett Green informasse o cortesão sênior do príncipe, Lord Coventry.
Quando o grupo retornou a Tranby Croft naquela noite, Lycett Green, Stanley Wilson e ambos os Somerset encontraram Coventry; Levett recusou‑se a comparecer. Após relatar a Coventry o que havia testemunhado, este chamou Williams, amigo tanto do príncipe quanto de Gordon‑Cumming. Lycett Green repetiu, novamente, a acusação. Williams, posteriormente, relatou ter ficado "chocado e tomado por um senso de calamidade", afirmando que o príncipe devia ser informado imediatamente. Houve divergências entre os cortesãos acerca de informar ou não o príncipe; tanto Coventry quanto Wilson consideraram a atitude correta, mas Arthur Somerset julgou que o assunto poderia – e deveria – ser resolvido pelos presentes. Mais tarde, foi convencido de que informar o príncipe era o caminho certo. Lycett Green tornou‑se ainda mais combativo durante as discussões, ameaçando acusar Gordon‑Cumming publicamente nas corridas do dia seguinte; acrescentou ainda: "não farei parte de permitir que Gordon‑Cumming continue a prejudicar a sociedade no futuro". Os presentes decidiram que Gordon‑Cumming deveria assinar um documento admitindo sua culpa em troca do silêncio dos envolvidos, e Williams e Coventry dirigiram‑se a Eduardo para informá‑lo do ocorrido. Os dois afirmaram ao príncipe que "as evidências ouvidas eram absolutamente conclusivas e não acreditavam que Sir William Gordon‑Cumming tivesse condições de se defender".
O príncipe acreditou no que lhe fora relatado e assumiu que a trapaça havia ocorrido; mais tarde afirmou que, com acusações de cinco testemunhas, logo acreditou o pior de seu amigo. Em momento algum os envolvidos investigaram mais a fundo os fatos – não perguntaram a outros presentes nem buscaram a versão de Gordon‑Cumming – limitando‑se a acreditar nos relatos de Lycett Green e Stanley Wilson. Após informar o príncipe, os dois cortesãos foram até o acusado para lhe dar ciência do que havia sido dito. Coventry anunciou a notícia, afirmando:
"Aconteceu algo muito desagradável nesta casa. Algumas das pessoas que aqui estão hospedadas se opõem … à maneira como você joga bacará",
acrescentando que a acusação era de que ele havia "recorrido a um jogo sujo". Gordon‑Cumming negou a acusação, perguntando: "Você acredita nas declarações de um grupo de garotos inexperientes?" e exigiu ver o príncipe.
Após o jantar, os convidados assinaram o livro de visitas e o príncipe – acompanhado por Coventry, Williams e os dois Somerset – recebeu Lycett Green e os outros acusadores. Depois de ouvir o que tinham a dizer, o príncipe dispensou todos, exceto Coventry e Williams, e chamou Gordon‑Cumming, que afirmou a Eduardo que a acusação era "repugnante e abominável"; o príncipe ressaltou que "há cinco acusadores contra você". Gordon‑Cumming retirou‑se enquanto o grupo real discutia os próximos passos. Cerca de meia‑hora depois, ele retornou e encontrou apenas os dois cortesãos, os quais o instaram a assinar um documento que haviam redigido. Sob pressão, e ainda negando as acusações, Gordon‑Cumming assinou o documento sem saber que outras pessoas o assinariam posteriormente.
"Em consideração à promessa feita pelos cavalheiros cujos nomes estão subscritos de preservar meu silêncio com referência a uma acusação feita a respeito da minha conduta no bacará nas noites de segunda e terça‑feira, 8 e 9 em Tranby Croft, por minha parte comprometo‑me solenemente a nunca mais jogar cartas enquanto viver."— (Assinado) W. Gordon‑Cumming
Os cortesãos levaram o documento a Eduardo, que convocou os demais moradores da casa; leu a nota para eles e a assinou, enfatizando que o compromisso de sigilo era obrigatório para todos. Ainda acrescentou que, embora Gordon‑Cumming continuasse protestando sua inocência, ele havia assinado um papel que "praticamente admitia sua culpa". Em seguida, o documento foi assinado pelos presentes: o príncipe, Coventry, Williams, Wilson e seu filho, ambos os Somerset, Lycett Green, Levett e Sassoon. Embora o príncipe esperasse que aquilo encerrasse o caso, Arthur Somerset alertou que o segredo não perduraria. Eduardo questionou: "Nem mesmo quando os cavalheiros deram sua palavra de não divulgar?" Somerset respondeu: "É impossível, senhor. Nada no mundo conhecido por dez pessoas jamais foi mantido em segredo".
Seguindo o conselho de Williams, Gordon‑Cumming deixou Tranby Croft na manhã de 11 de setembro; deixou uma carta para Mary Wilson, pedindo desculpas por sua partida precoce, e outra para Williams, reiterando sua inocência, mas reconhecendo que "é essencial evitar um conflito aberto e o escândalo decorrente dele."

## Desdobramentos: o caminho até a Alta Corte de Justiça

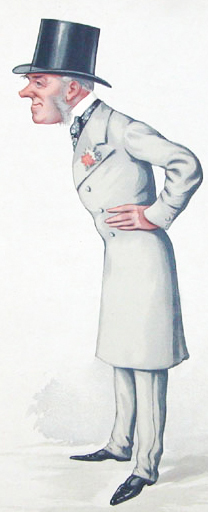
Lord Coventry, assessor do príncipe em Tranby Croft

Ao retornar a Londres, Gordon‑Cumming recebeu uma resposta à carta que havia enviado a Williams. Assinado pelo príncipe, Coventry e Williams, o bilhete dizia que "você deve compreender claramente que, diante da esmagadora evidência contra você, é inútil tentar negar as acusações". Gordon‑Cumming escreveu a Eduardo um "apelo final para demonstrar como permanece totalmente em seu poder condenar, moral e fisicamente, aquele que sempre foi um súdito leal e devotado"; a carta ficou sem resposta por parte do príncipe e dos cortesãos.
Em vez de caçar grandes animais no exterior, como era seu costume durante o inverno, Gordon‑Cumming passou seu tempo em Londres e em sua propriedade na Escócia. Também foi visto na companhia da herdeira americana Florence Garner, e os dois ficaram noivos. Em 27 de dezembro, recebeu uma mensagem anônima de Paris que dizia:
"eles estão começando a falar muito aqui sobre ... sua triste aventura ... Eles falaram demais na Inglaterra."
Ele encaminhou a mensagem para Williams, pedindo que informasse o príncipe sobre seu conteúdo.
Quinze dias depois, uma conhecida informou a Gordon‑Cumming que os acontecimentos em Tranby Croft estavam sendo comentados na alta sociedade de Londres; ele escreveu novamente a Williams sobre os desdobramentos, mas recebeu uma resposta insatisfatória. Em seguida, enviou um telegrama ao príncipe, solicitando um encontro e informando que "informação que recebi recentemente indica que toda a história é objeto de comentários no Turf Club... a promessa de sigilo foi quebrada pelos envolvidos". Embora Eduardo tenha confirmado o recebimento da mensagem, recusou‑se a se encontrar. Diante da resposta negativa, Gordon‑Cumming perdeu a paciência e decidiu lutar contra a situação. Rompeu seu noivado e procurou seus advogados, Wontner & Sons, que já tinham conhecimento da legislação sobre bacará, por terem atuado anteriormente no caso Jenks v. Turpin.
Sob orientação de seus advogados, Gordon‑Cumming obteve um resumo por escrito dos acontecimentos de Coventry e Williams e informou seu superior, o Coronel Stacey, sobre a situação. Stacey disse que, segundo o Artigo 41 dos Regulamentos da Rainha, ele já deveria ter reportado o ocorrido. Gordon‑Cumming respondeu que, por envolver o príncipe e por todos os presentes terem jurado sigilo, não pôde cumprir tal exigência. Em seguida, "deposita sua comissão nas mãos de Stacey, aguardando o resultado da ação".
Como o assunto envolvia o príncipe, Stacey consultou outros oficiais do regimento, constatando que as opiniões divergiam entre permitir que Gordon‑Cumming permanecesse no regimento enquanto se defendia ou removê‑lo imediatamente. O coronel da Guarda Escocesa, irmão mais novo do príncipe, o Duque de Connaught, foi igualmente consultado; de acordo com Havers, Grayson e Shankland, o duque "insistiu que Gordon‑Cumming deveria ser esmagado". Stacey discordou, entendendo que toda a situação precisava ser esclarecida antes de qualquer decisão. Reportou o caso ao Adjutant-General to the Forces e ao General Sir Redvers Buller, solicitando permissão para que Gordon‑Cumming se aposentasse com meia‑pensão. Buller concordou, mas afirmou que, se a ação judicial fracassasse, a autorização seria revista. Stacey repassou a mensagem a Gordon‑Cumming, dizendo‑lhe que ter assinado o documento fora um erro:
"Porque você assinou aquele documento, nunca mais empunhará uma espada no regimento. Se tiver sucesso na ação, será permitido se aposentar; se fracassar, será dispensado [do] serviço".
O Duque de Connaught desaprovou fortemente a decisão de Buller e retirou‑se para Portsmouth, recusando‑se a ser novamente envolvido no caso, mesmo após seu irmão solicitar mais conselhos.

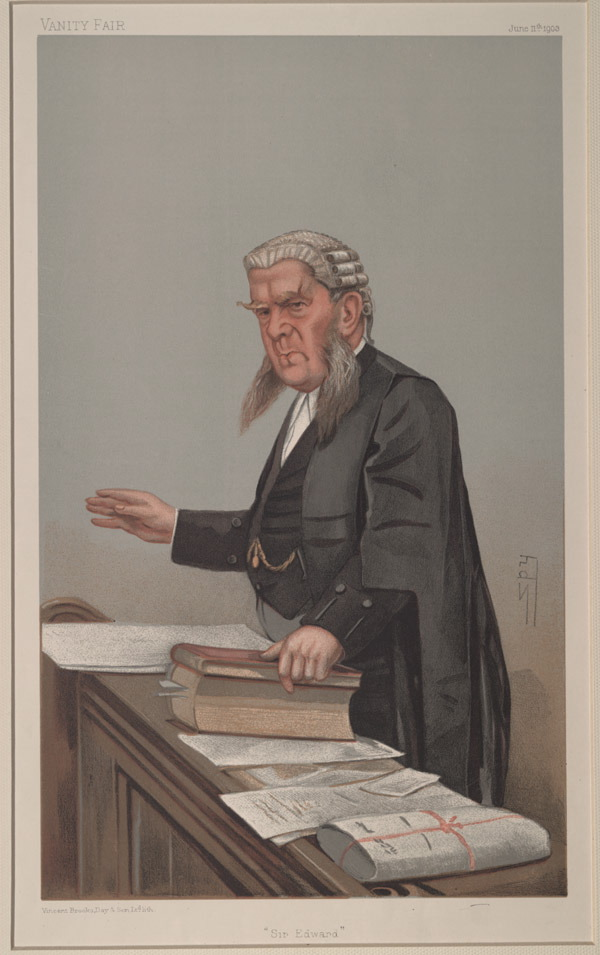
O advogado principal de Gordon‑Cumming, o Procurador‑Geral, Sir Edward Clarke, c. 1911

Em 27 de janeiro, Gordon‑Cumming fez uma última tentativa de conter os rumores, instruindo seus advogados a escreverem aos dois Lycett Green, a Stanley Wilson, a Levett e a Mary Wilson, exigindo retratação da acusação sob pena de enfrentarem um writ por difamação. Em 6 de fevereiro, sem que viesse qualquer retratação, ele emitiu mandados contra os cinco, cobrando £5.000 de cada um.
Ao receber os mandados, os Wilson consultaram seu advogado George Lewis, que também já havia atuado para o príncipe em ocasiões anteriores. Lewis contratou Sir Charles Russell para atuar na defesa, auxiliado por H. H. Asquith, o futuro Liberal primeiro‑ministro. Wontner & Sons recorreram ao Procurador‑Geral, Sir Edward Clarke, para representar Gordon‑Cumming. Uma das primeiras preocupações de Lewis foi evitar que Eduardo aparecesse em tribunal, pois, se Gordon‑Cumming fosse considerado culpado por um tribunal militar, o fundamento para o processo civil deixaria de existir. Lewis pediu a Coventry e Williams que reapresentassem o caso a Buller, o qual rejeitou os apelos. Buller justificou sua decisão em carta enviada ao secretário da rainha, Sir Henry Ponsonby, afirmando:
"Eu recusei absolutamente tomar providências contra ... [Gordon‑Cumming] baseando‑me apenas em rumores."
Após receber uma carta dos Wontners confirmando que uma ação civil estava em curso, Buller consultou o Advogado‑General das Forças Armadas, que afirmou que nenhuma investigação militar deveria ocorrer enquanto o caso estivesse em andamento. Lewis tentou, então, persuadir o Guards' Club (do qual Gordon‑Cumming era membro) a realizar uma investigação dos fatos – o que eliminaria boa parte da necessidade de um julgamento –, mas a votação dos membros rejeitou a possibilidade, e o processo civil prosseguiu. O príncipe ficou furioso com os Guards e escreveu a Ponsonby:
"A decisão do Guards' Club é um golpe terrível para a Guarda Escocesa; sinto muito pelos oficiais que tanto prezam a honra do seu regimento."
Jornalistas tiraram conclusões próprias das manobras do príncipe e de seu séquito, com a imprensa radical atacando rapidamente as tentativas de evitar o escrutínio de um tribunal civil. A The Echo escreveu que
"O escândalo do bacará deve ser encoberto... Sem dúvida, é um arranjo muito confortável para todas as partes envolvidas",
enquanto até o The New York Times, normalmente simpático a Eduardo, previu problemas políticos se o julgamento fosse prejudicado por tais atitudes.
Decidido que o caso seria julgado pelo Lord Chief Justice, Lord Coleridge, sua corte nos Royal Courts of Justice em Londres foi adaptada para o caso, elevando o estrado e a cabine de testemunhas e instalando novos assentos. Em maio foi anunciado que o julgamento começaria em 1º de junho, com entrada no tribunal apenas mediante ingresso.

## Julgamento
O julgamento teve início em 1º de junho de 1891. Os portadores de ingressos começaram a formar fila às 9h30, e o tribunal já estava lotado meia hora antes do início, às 11h. O príncipe sentou‑se em uma cadeira de couro vermelho, sobre uma plataforma elevada, entre o juiz e a cabine de testemunhas; sendo esta sua primeira aparição em tribunal, de forma involuntária, desde 1411.
The Pall Mall Gazette afirmou que:
"o tribunal apresentava uma aparência que, se não fosse pela dignidade de seus próprios acabamentos e suas fileiras de livros jurídicos com aparência erudita, poderia facilmente ser confundido com um teatro durante uma matinê da moda",
com damas da alta sociedade assistindo aos procedimentos com óculos de ópera ou lorgnettes.
O correspondente do The Guardian (então The Manchester Guardian) descreveu a abertura do caso como ocorrida "na presença de uma assembleia cuidadosamente selecionada e na moda", enquanto Clarke, posteriormente, escreveu: "o tribunal tinha uma aparência estranha. Lord Coleridge apropriou‑se de metade da galeria pública, distribuindo ingressos para seus amigos".
Clarke iniciou o caso para o autor, dizendo ao júri:
"É uma questão simples: sim ou não, Sir William Gordon‑Cumming trapaceou nas cartas?"
Após descrever o histórico e a conduta de Gordon‑Cumming, explicou as regras do bacará, que descreveu como "a forma mais insensata de perder seu próprio dinheiro, ou o dinheiro de outrem, que já ouvi falar". Clarke também detalhou o sistema de apostas coup de trois de Gordon‑Cumming, que, conforme explicou, poderia ter sido interpretado por jogadores inexperientes como trapaça, em vez de um método correto de jogo. Posteriormente, durante o interrogatório de Gordon‑Cumming, Clarke procurou demonstrar que este "era um homem de honra, sacrificado para salvar os cortesãos".

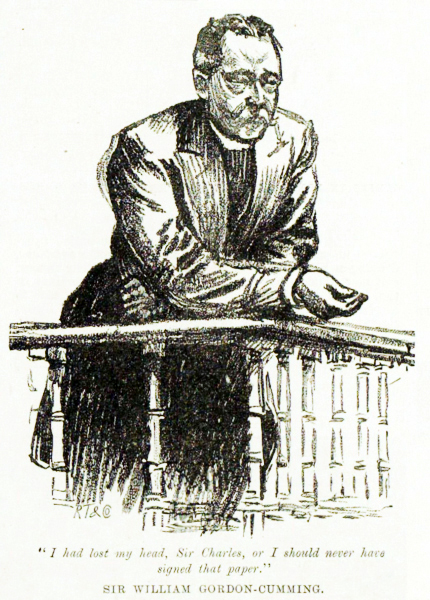
Sir William Gordon‑Cumming e Eduardo, Príncipe de Gales em tribunal

Após o intervalo para o almoço, Gordon‑Cumming retornou à cabine de testemunhas, onde foi contra‑interrogado por Russell. Durante a sessão, Russell apresentou um modelo da mesa utilizada e uma fotografia da sala, questionando Gordon‑Cumming sobre as apostas em que se suspeitava de trapaça. Russell também perguntou por que ele havia assinado o documento no qual se comprometia a não jogar cartas; Gordon‑Cumming afirmou:
"Perdi a cabeça naquela ocasião. Se não a tivesse perdido, não teria assinado aquele documento".
O contra‑interrogatório de Gordon‑Cumming se estendeu até o segundo dia, quando foi novamente interrogado por Clarke; seu tempo na cabine de testemunhas durou até as 13h. The Illustrated London News considerou que "Gordon‑Cumming foi um testemunho admirável – descansando facilmente no corrimão, com a mão esquerda enluvada de cinza repousando suavemente sobre a mão direita descoberta, vestido com perfeição, com um tom de voz equânime, firme, nem apressado nem excessivamente deliberado, frio, mas não excessivamente frio".
Gordon‑Cumming foi substituído na cabine de testemunhas pelo príncipe. Ao ser interrogado por Clarke, o príncipe afirmou não ter visto nenhuma trapaça e desconhecer as acusações até ser informado por Coventry e Williams. Após vinte minutos de perguntas de Clarke e Russell, o príncipe foi liberado para se retirar. Ao deixar a cabine, um membro do júri questionou Eduardo sobre se o herdeiro não havia visto "nada das supostas irregularidades do autor" e "qual era a opinião de Sua Alteza na época em relação às acusações contra Sir William Gordon‑Cumming". À primeira pergunta, o príncipe respondeu negativamente, explicando que "não é usual que um banqueiro observe algo enquanto distribui as cartas"; à segunda, afirmou que "as acusações pareciam tão unânimes que não restava outra alternativa senão acreditá‑las". Em comparação com o desempenho de Gordon‑Cumming, Eduardo não causou uma boa impressão; o repórter do The New York Times notou "que o herdeiro aparente estava decididamente inquieto, que ficava mudando de posição e que não parecia conseguir manter as mãos paradas… Exceto para os que estavam próximos a ele, somente duas ou três respostas foram suficientemente audíveis por todo o tribunal". The Daily News concordou, afirmando que a impressão deixada pelo príncipe foi desfavorável.
O tribunal entrou em recesso para o almoço após o interrogatório de Eduardo, e então Clarke chamou sua última testemunha, Williams. Sob o questionamento de Clarke, Williams confirmou não ter presenciado nenhuma ação injusta por parte de Gordon‑Cumming. Após o término do interrogatório de Williams por Clarke, Asquith realizou o contra‑interrogatório do soldado pelo restante da sessão; após uma breve re‑interrogação por Clarke, o dia – e o caso do autor – chegaram ao fim. O terceiro dia iniciou com o discurso de abertura dos réus, após o qual Stanley Wilson subiu ao banco de testemunhas pelo restante daquele dia, estendendo‑se até o quarto dia. Interrogado por Asquith, Stanley relatou ter visto Gordon‑Cumming adicionar ilicitamente fichas à sua aposta duas vezes na primeira noite e pelo menos duas vezes na segunda, embora não conseguisse recordar todos os detalhes. No contra‑interrogatório por Clarke, ele não foi intimidado, embora o advogado o fizesse parecer "atrevido, convencido e imaturo". Stanley foi substituído na cabine por Levett; The Morning Advertiser relatou que Levett "parecia um tanto desconfortável" ao testemunhar contra Gordon‑Cumming, descrevendo sua situação como "desajeitada". Apesar do desconforto, Levett confirmou que, na primeira noite, viu Gordon‑Cumming adicionar fichas após o término da mão, mas antes que a aposta fosse paga. Ele não recordava outros detalhes do jogo daquela noite e não testemunhou nada na segunda noite.
Edward Lycett Green, descrito por Havers, Grayson e Shankland como "a força emocional por trás das acusações", foi o próximo a depor. Embora não tenha jogado na primeira noite, Clarke considerou Lycett Green uma testemunha potencialmente perigosa, pois poderia possuir evidências vitais. Lycett Green afirmou ter visto Gordon‑Cumming, em duas ocasiões, empurrar fichas para além da linha de giz quando não deveria; chegou a considerar acusá‑lo na hora, mas desistiu por "não gostar de causar cena na presença de damas". Em determinados momentos durante o interrogatório por Asquith, Lycett Green contrariou a sequência dos fatos relatada por Stanley Wilson – posição também adotada por Levett – e, sobre uma pergunta que o príncipe fez a Levett, sua resposta foi "altamente suspeita". Havers, Grayson e Shankland escreveram posteriormente que "é notável que ele, o principal instigador do caso, parecesse incapaz de declarar algo sem acrescentar um comentário como 'não me lembro exatamente'… A hesitação do principal acusador enfraquece, sem dúvida, o caso dos réus". Eles também afirmaram que "sua recusa em recordar algo era, obviamente, uma estratégia calculada".
Lycett Green foi sucedido na cabine de testemunhas por sua esposa, cujo depoimento estendeu‑se pelo dia seguinte. Durante o interrogatório, ela confirmou raramente ter jogado bacará antes; embora não tenha notado nada de irregular na primeira noite, aceitou a versão dos fatos relatada por seu marido como verdade, mas não concordou que, por isso, estivesse atenta ao jogo de Gordon‑Cumming. Apesar de "apresentar a parte mais importante de seu depoimento com clareza e convicção", e de ter impressionado público e imprensa, segundo Havers, Grayson e Shankland, ela narrou uma sequência de acontecimentos distinta da apresentada por outras testemunhas, embora tenha afirmado ter presenciado Gordon‑Cumming adicionar ilicitamente fichas à sua aposta.
Após a Sra. Lycett Green concluir seu depoimento no quinto dia, seu lugar foi tomado pela Sra. Wilson. Em seu interrogatório conduzido por Russell, ela afirmou ter visto, duas vezes, Gordon‑Cumming trapacear ao adicionar fichas extras à sua aposta. Quando Clarke a contra‑interrogou, perguntou se alguém havia apostado £15. A Sra. Wilson disse que somente seu marido havia efetuado tal aposta, ressaltando que Wilson não jogara em nenhuma das noites, pois não apreciava nem o jogo nem apostas elevadas. Havers, Grayson e Shankland consideraram "realmente chocante, considerando que ela jurara dizer a verdade, … vê‑la proferir essa mentira, aparentemente com a mesma autoconfiança que os demais membros de sua família demonstraram".
A última testemunha chamada pela defesa foi Coventry. Ele fazia parte dos membros não‑jogadores do grupo, não testemunhou qualquer trapaça, tinha pouco conhecimento sobre jogos de azar e, por não ser soldado, desconhecia o Artigo 41 dos Regulamentos da Rainha. Quando contra‑interrogado por Clarke, Coventry confirmou que, até onde sabia, todas as testemunhas haviam decidido observar o jogo de Gordon‑Cumming na segunda noite, apesar de suas declarações em contrário.

Das declarações confusas e conflitantes apresentadas em depoimento, e do registro documental do pacto vergonhoso – e que consideramos criminoso – firmado com Sir William Gordon‑Cumming, confessamos nossa incapacidade de construir uma narrativa clara e coerente.

Daily Chronicle, junho de 1891
Ao encerrar a defesa, o Daily Chronicle apontou "as dúvidas óbvias que macularam as acusações dos réus … eles e os lacaios do príncipe se contradisseram em pontos essenciais". O resumo da defesa, proferido por Russell, ocupou o restante do dia, e o tribunal entrou em recesso até a segunda‑feira seguinte, quando ele retomou seus argumentos. Russell mencionou possíveis treze atos de trapaça que os réus afirmaram ter testemunhado, afirmando:
"Temos cinco pessoas que acreditam que ele trapaceou, jurando inequivocamente que o viram trapacear e explicando como o fizeram."
Após Russell terminar seu discurso para os réus, Clarke apresentou sua réplica, que o Daily Chronicle qualificou como "um esforço brilhante, poderoso, astuto e corajoso". Clarke apontou as inúmeras imprecisões presentes, tanto na declaração escrita preparada por Coventry e Williams quanto nas memórias dos envolvidos. Explicou que houve celebrações nas corridas – o cavalo do príncipe venceu no primeiro dia e o St Leger ocorreu no segundo – combinadas com a hospitalidade plena dos Wilson, para demonstrar, conforme relatado pelo correspondente de The Times, que ele "aludiu às profusas hospitalidades de Tranby Croft, não para sugerir embriaguez, mas para indicar que os convidados poderiam não estar em condições para uma observação precisa". Ele ainda chamou a atenção do júri para as lacunas nas memórias dos réus – onde eram precisos em alguns detalhes, mas incapazes de recordar informações cruciais. Clarke satirizou alguns dos envolvidos, referindo‑se a Lycett Green como "um Mestre de Raposas que persegue cães de caça quatro dias por semana", enquanto classificava Stanley Wilson como um mimado esbanjador oriundo de uma família rica, que carecia de iniciativa e determinação. Acima de tudo, destacou que, com exceção de Stanley Wilson, os réus viram exatamente o que lhes foi dito para esperar:
"Os olhos viram o que esperavam ou procuravam ver… houve apenas uma testemunha que viu Sir William Gordon‑Cumming trapacear sem antecipá‑lo – o jovem Sr. [Stanley] Wilson. Os demais foram todos informados de que haveria trapaça e esperavam vê‑la."
Ao final de sua réplica, o discurso de Clarke foi recebido com aplausos na galeria. O advogado britânico Heber Hart escreveu posteriormente que o discurso de Clarke foi "provavelmente o exemplo mais notório da coragem moral e da independência dos advogados dos tempos modernos", enquanto Clarke o descreveu como "um dos melhores discursos que já proferi".
Clarke perdeu seu cargo de Procurador‑Geral quando o governo de Lord Salisbury renunciou em 1892, mas quando os conservadores retornaram ao poder em 1895, Salisbury novamente ofereceu o cargo a Clarke, o qual recusou.

## Consequências

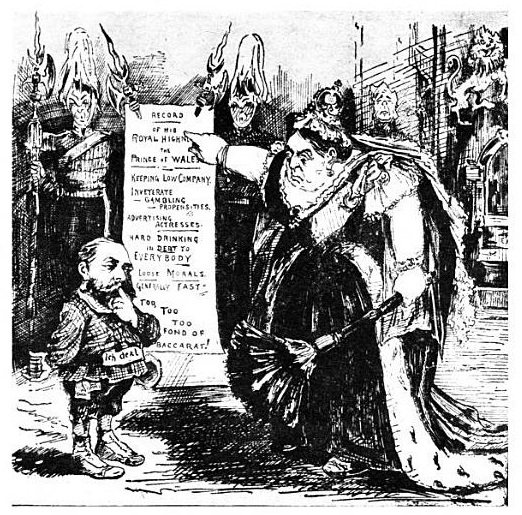
L'enfant terrible: Uma caricatura de Puck, de junho de 1891, na qual Vitória mostra ao príncipe a lista de suas transgressões

Gordon‑Cumming foi dispensado do Exército Britânico em 10 de junho de 1891, no dia seguinte ao encerramento do caso, e renunciou à sua associação a quatro clubes de Londres – o Carlton, o Guards, o Marlborough e o Turf. Embora tenha se oferecido para romper o noivado pela segunda vez, casou‑se com sua noiva, uma herdeira americana, no mesmo dia; ela o acompanhou ao longo de todo o escândalo, e o casal teve cinco filhos juntos. Retirou‑se para sua propriedade na Escócia e para sua residência em Dawlish, Devon. Nunca mais retornou à alta sociedade e o príncipe "recusou‑se a encontrar qualquer pessoa que, dali em diante, reconhecesse o baronete escocês". Um editor do The Times afirmou:
"Ele está ... condenado pelo veredicto do júri à extinção social. Seu brilhante histórico foi apagado, e ele deve, por assim dizer, recomeçar a vida. Tal é a inexorável regra social ... Ele cometeu uma ofensa mortal. A sociedade não pode mais conhecê‑lo."
Nenhum dos amigos íntimos de Gordon‑Cumming voltou a falar com ele, embora alguns tenham se reconciliado após a morte de Eduardo em 1910; Gordon‑Cumming permaneceu ressentido com os acontecimentos até sua morte, em 1930.
Clarke manteve sua fé em seu cliente e, em suas memórias de 1918, escreveu:
"Acredito que o veredicto foi errado, e que Sir William Gordon‑Cumming era inocente".

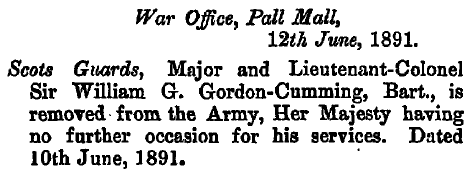
Aviso de dispensa de Gordon‑Cumming publicado no The London Gazette, em junho de 1891

Após o julgamento, o príncipe mudou, ao menos parcialmente, seu comportamento; embora continuasse a jogar, o fazia de forma mais discreta – deixou de jogar bacará por completo, passando a dedicar‑se ao whist. Ainda que impopular ao final do caso, Ridley entende que o episódio "provavelmente causou pouquíssimos danos sérios à reputação do príncipe". Havers, Grayson e Shankland concordam, afirmando que, em 1896 – quando o cavalo do príncipe, Persimmon, venceu o Epsom Derby – o príncipe "nunca esteve tão popular". Matthew observa que foi somente quando um dos confidentes do próprio príncipe o levou a julgamento que os jornais "passaram a perturbá‑lo seriamente ... os britânicos na década de 1890 não desejavam, em geral, ver seu futuro monarca fracassar".
O escândalo e o julgamento foram tema de publicações tanto factuais quanto ficcionais. A maioria das biografias de Eduardo VII inclui alguns detalhes do escândalo, mas o primeiro livro a abordá‑lo em profundidade só apareceu em 1932 – The Baccarat Case, de Teignmouth Shore, publicado na série de Julgamentos Britânicos Notáveis, com uma transcrição completa do processo. Em 1977, Havers, Grayson e Shankland publicaram The Royal Baccarat Scandal, obra que foi posteriormente adaptada para o teatro pelo dramaturgo Royce Ryton, tendo sua primeira apresentação no Chichester Festival Theatre. A peça de Ryton também foi transmitida em dezembro de 1991 como um drama de duas horas na BBC Radio 4. Em 2000, George MacDonald Fraser inseriu seu anti‑herói ficcional, Harry Flashman, no escândalo, através do conto "The Subtleties of Baccarat", uma das três histórias reunidas em Flashman and the Tiger.
O anglicista Andrew Glazzard sugeriu que o caso pode ter sido aludido na história de Sherlock Holmes, The Adventure of the Empty House, de Arthur Conan Doyle.